# Awalycaeus
Awalycaeus là một chi ốc hô hấp trên cạn, là động vật thân mềm chân bụng có phổi sống trên cạn thuộc họ Alycaeidae.

## Các loài
Các loài thuộc chi Awalycaeus bao gồm:
- Awalycaeus akiratadai